# Juin 2017
Juin 2017 est le 6e mois de l'année 2017.

## Évènements
- 1er juin :
  - annonce de la découverte du signal GW170104, considéré comme une observation d'ondes gravitationnelles ;
  - une fusillade dans un hôtel-casino à Manille (Philippines) fait 37 morts[1] ;
  - le président des États-Unis d'Amérique Donald Trump annonce le retrait de son pays de l’accord de Paris sur le climat.
- 2 juin : un attentat à Kolofata, au Cameroun, fait 9 morts et des dizaines de blessés[2].
- 3 juin :
  - élections législatives au Lesotho ;
  - élections législatives à Malte.
  - à Kaboul (Afghanistan), un attentat fait au moins 7 morts ;
  - des attentats à Londres (Royaume-Uni) font 8 morts.
  - une bousculade à Turin lors de la projection de la finale de la Ligue des champions fait 2 morts et 1526 blessés.
- 5 juin :
  - l'Arabie saoudite et plusieurs autres pays arabes rompent leurs relations diplomatiques avec le Qatar[3] ;
  - la découverte de l’exoplanète KELT-9b est annoncée.
  - le Monténégro devient officiellement membre de l'OTAN.
- 5 au 9 juin : première Conférence des Nations unies sur l'océan.
- 6 juin :
  - début de la bataille de Raqqa en Syrie.
  - Taner Kiliç, le président d'Amnesty International en Turquie, est arrêté à son domicile, poursuivi pour « appartenance à une organisation terroriste », et placé en détention provisoire car il avait utilisé la messagerie cryptée ByLock[4].
- 7 juin :
  - attentats à Téhéran en Iran ;
  - la datation des restes humains du Djebel Irhoud fait reculer l’histoire d’Homo sapiens d’au moins 100 000 ans.
- 8 juin : élections générales au Royaume-Uni.
- 10 juin : ouverture de l'Exposition spécialisée de 2017 se déroulant a Astana au Kazakhstan jusqu'au 10 septembre.
- 11 juin :
  - référendum sur le statut de Porto Rico ;
  - élections législatives au Kosovo.
- 11 et 18 juin : élections législatives en France.
- 14 juin :
  - important incendie dans une tour d'habitation à North Kensington, quartier de Londres ;
  - Leo Varadkar devient Premier ministre d'Irlande, succédant à Enda Kenny.
- 16 juin : attentat à Jérusalem.
- 17 juin :
  - incendie meurtrier dans le district de Leiria au Portugal.
  - un attentat à la bombe dans un centre commercial de Bogota en Colombie, attribué au groupuscule Mouvement Révolutionnaire du Peuple, tue 3 femmes (deux Colombiennes et une Française)[5].
  - au Groenland, un tsunami causé par un glissement de terrain cause de graves dégâts matériels dans plusieurs villages du district d'Uummannaq, dans le nord-ouest du Groenland, faisant quatre morts[6].
- 18 juin : l'attentat de Kangaba près de Bamako (Mali) fait cinq morts.
- 19 juin :
  - l'attaque de la mosquée de Finsbury Park à Londres fait 1 mort et 10 blessés ;
  - attaque contre un véhicule de gendarmes sur les Champs-Élysées à Paris.
- 20 juin : attentat manqué dans la gare de Bruxelles-Central (Belgique), le suspect est abattu[7].
- 21 juin :
  - le roi Salmane d'Arabie saoudite nomme par décret son fils Mohammed nouveau prince héritier[8].
  - en Irak, la grande mosquée al-Nouri de Mossoul est détruite par l'État islamique.
- 22 juin : un attentat à Lashkar Gah (Afghanistan) fait au moins 34 morts[9].
- 23 juin : attentats meurtriers à Quetta et Parachinar au Pakistan.
- 24 juin : le village de Xinmo, dans la province du Sichuan en Chine, est englouti par un glissement de terrain, l'immense majorité de ses 118 habitants sont portés disparus - il n'y a que 10 morts et 3 survivants confirmés[10].
- Du 24 juin au 8 juillet : élections législatives en Papouasie-Nouvelle-Guinée.
- 25 juin :
  - élections législatives en Albanie ;
  - l'explosion accidentelle d'un camion-citerne contenant 40 000 litres d'essence[11], sur une autoroute près de Bahawalpur au Pakistan, tue 218 personnes[12] ;
  - béatification de Teofilius Matulionis par le pape François.
- 26 juin : élection présidentielle en Mongolie (1er tour).
- 27 juin :
  - cérémonie de désarmement total des FARC à Mesetas en Colombie ;
  - profitant des manifestations au Venezuela, le policier Óscar Pérez vole un hélicoptère, attaque le Tribunal suprême de justice et le Ministère de l'intérieur vénézuéliens à coups de grenades, avant de s'enfuir ; ces attaques ne font pas de blessés[13].
- 30 juin : 
  - le Bundestag légalise le mariage homosexuel en Allemagne[14].
  - fin de la Mission d'assistance régionale aux îles Salomon. Débutée en 2003, il s'agissait d'une aide apportée aux Salomon par une quinzaine de pays océaniens, sous direction australienne et néo-zélandaise, à la demande du gouvernement salomonais, pour désarmer les milices ethniques et accompagner des réformes destinées à renforcer les capacités d'un État en déliquescence[15].